# Pirámide de Mayo

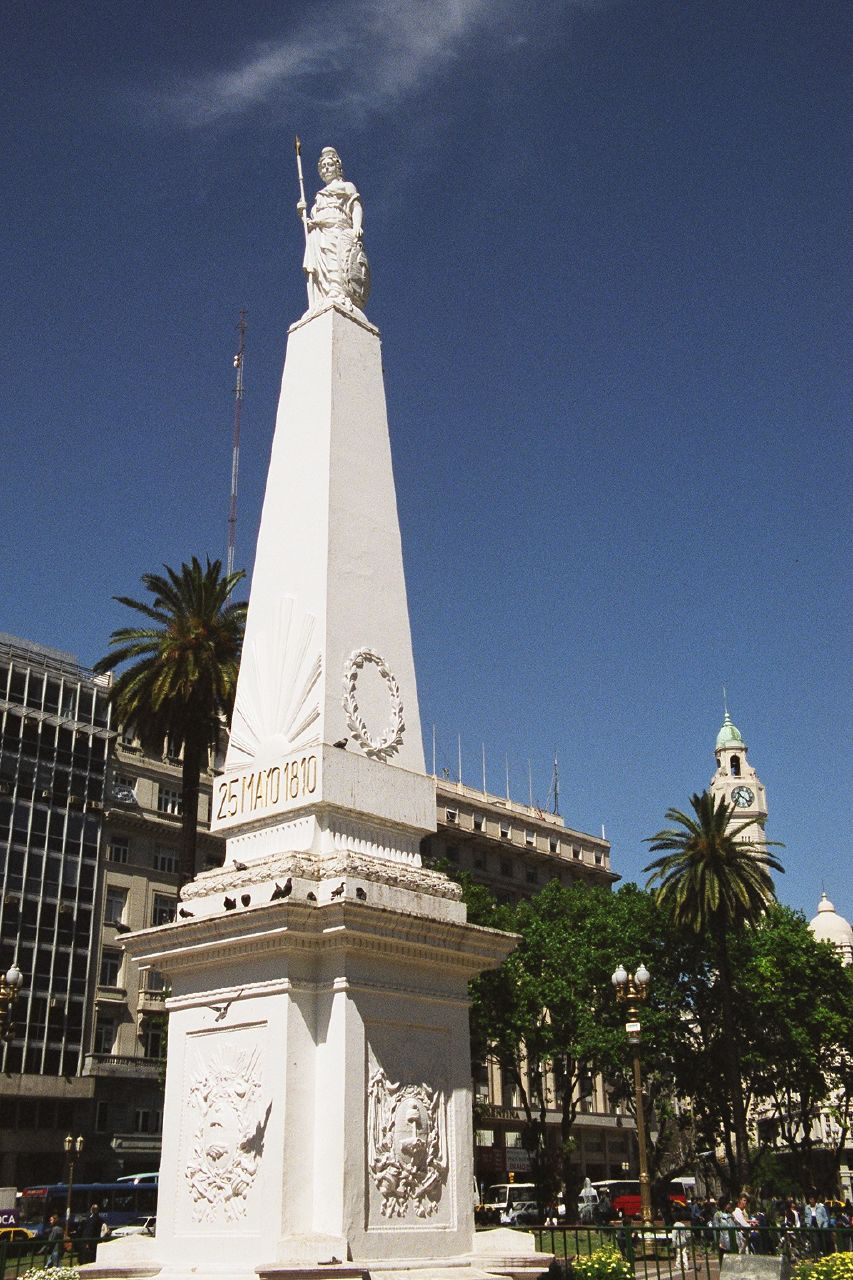
La Pirámide de Mayo

La Pirámide de Mayo è un monumento storico situato in plaza de Mayo a Buenos Aires, capitale dell'Argentina. Alta 19 metri, fu realizzata nel 1811, in occasione del primo anniversario della Rivoluzione di Maggio. 

## Storia e descrizione

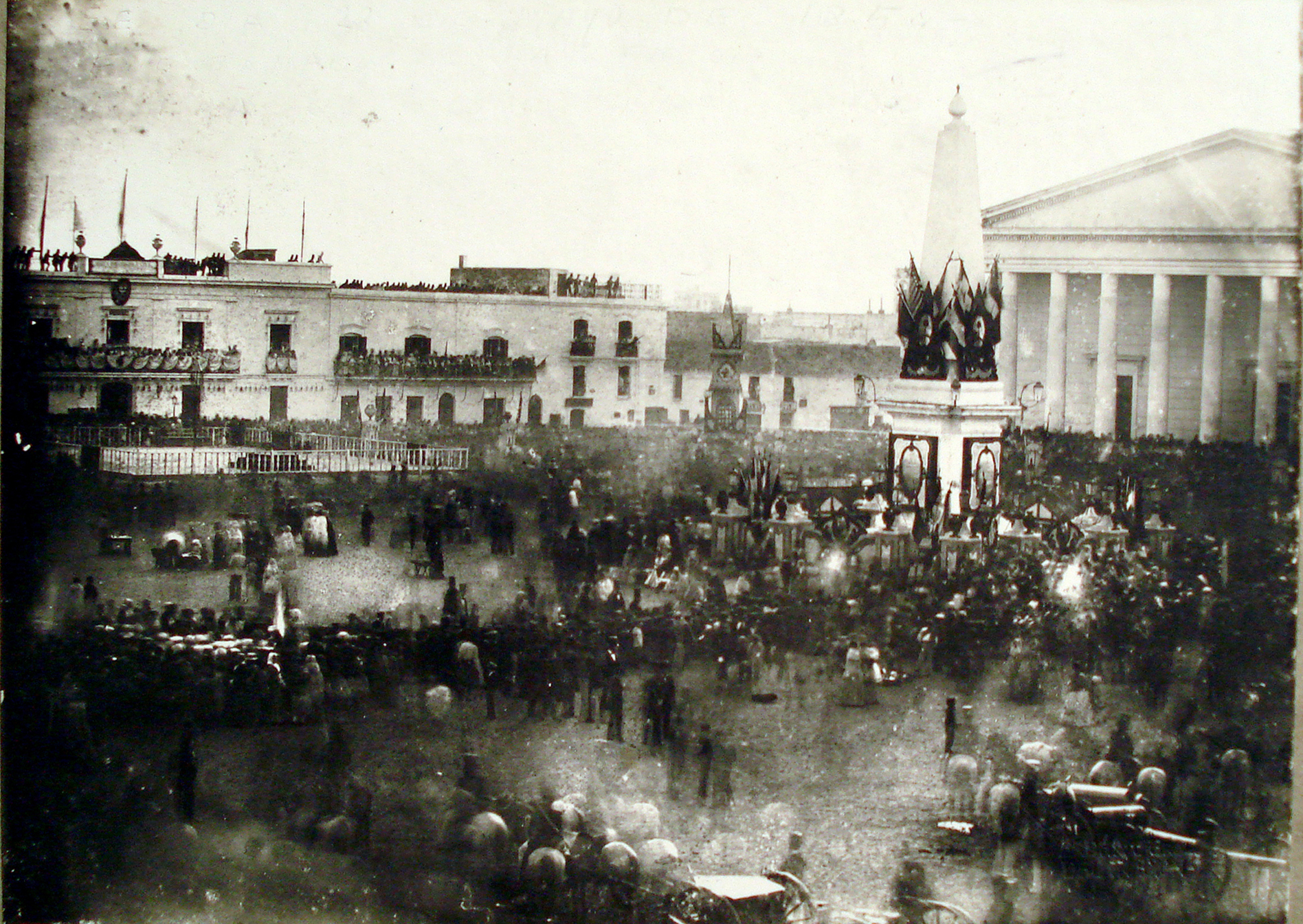
Giuramento della Costituzione di Buenos Aires, 1854. Dagherrotipo attribuito a Charles Fredricks. L'opera originale è visibile prima delle modifiche apportate due anni più tardi.

La piramide, che in realtà è un obelisco, fu commissionata dalla Giunta Grande nel 1811, per commemorare il primo anniversario della Rivoluzione di Maggio. Fu realizzata in mattoni cotti dallo scalpellino Francisco Cañete tra il 6 aprile ed il 24 maggio 1811.
Nel 1856 l'architetto Prilidiano Pueyrredón fu incaricato del rifacimento del monumento ormai deteriorato dal tempo. L'intervento fu realizzato direttamente sulla piramide, che fu così rivestita di un nuovo strato di mattoni e malta. Sulla punta dell'obelisco fu collocata un'allegoria della Libertà coronata da un berretto frigio realizzata dallo scultore francese Joseph Dubourdieu. Oltre alla Libertà Dubourdieu realizzò anche le allegorie della Meccanica, della Navigazione, della Astronomia e della Geografia. Sul lato est dell'obelisco fu realizzato un sole raggiante mentre sugli altri tre furono realizzati in altorilievo delle corone d'alloro. Sulle quattro facciate della base vennero invece realizzati degli altorilievi raffiguranti lo stemma dell'Argentina. Infine il monumento fu circondato da una recinzione in ferro ed illuminato con lampioni a gas.
Con la demolizione del portico della Recova nel 1884 che separava in due parti la piazza, la Pirámide de Mayo si ritrovò scentrata rispetto alla nuova fisionomia di plaza de Mayo. S'iniziarono pertanto a progettare eventuali spostamenti del manufatto al fine di armonizzarlo meglio all'interno della piazza. Nel 1912 la piramide fu spostata di 63 m. ad est. Il 21 maggio 1942 fu dichiarata monumento nazionale con il Decreto 120.412.

## Repliche
Repliche della Pirámide de Mayo si trovano presso le città argentine di Belén de Escobar, Campana e La Punta. Anche nella cittadina italiana di Potenza Picena è presente una copia in scala ridotta del monumento. Fu commissionata infatti dalla Sociedad Potentina de Mutuo Socorro e solennemente inaugurata il 16 luglio 1967.